# 夏尔·德·布罗克维尔
夏尔·马里·皮埃尔·阿尔贝，第一代布罗克维尔伯爵（1860年12月4日—1940年12月5日），比利時政治家，第一次世界大戰期間的比利時流亡政府領導人。
他1860年12月4日生于比利時波斯特尔（Postel）。他是比利時天主教党领袖，1911－1918年任比利时首相。1914年8月德国违犯中立地位的比利时的意图变得清晰时，他为战争开始动员比利时。尽管这次动员德·布罗克维尔反对阿尔贝一世国王提案的比利时军队沿德国边境部署——反而安置他们在国家中的战略地。他认可战时支持比利时取决于它持续的状态作为非诱惑中立力量。
1914年德国入侵，比利时政府被迫流亡勒阿弗尔。布罗克维尔反对国王关于中立地位问题的提案--因此否认比利时是赞成同盟国的军队。对国王的反对减弱了布罗克维尔在他的内阁成员之中的位置。因此1918年1月他辞去外交部长一职并在5月失去党内的支持而下台。
他1940年9月5日在布鲁塞尔去世，享年79岁。